# クイズ 100人力
クイズ 100人力（くいず ひゃくにんりき）とは、NHK総合で2013年5月から不定期（ほぼ月1回）に放送されていたクイズ番組である。2012年にNHK番組たまごで『クイズ!100人力』として放送され、番組たまご時代としては2012年10月27日（温泉対決）と2013年3月3日（東京駅対決）に放送された。2013年度の番組改編で定期番組に昇格し、2014年度以降は不定期で特番扱いとして、2015年3月まで放送されていた。

## 概要
毎回1つのテーマを取り上げ、そのテーマに詳しい超人（1 - 3名）とテーマに関わりのある100人が、クイズで対決する。

## 出演者
- 国分太一（TOKIO、司会）
- 首藤奈知子（司会）
- 田中直樹（ココリコ、100人側応援団長）
- 松本梨香（ナレーション）
- 太田真一郎（出題）

## 放送時間

### 2013年度
- 土曜17時30分〜18時（第一部）
- 18時10分〜18時45分（第二部）

途中18時から18時10分までNHKニュースを挟む。当番組放送時は、『ダーウィンが来た! 〜生きもの新伝説〜（再放送）』『マサカメTV』は休止となる。

## レギュラー版のルール
回によりルールが変わる回はその旨を記述する。

### 第1ステージ「三択クイズどれでSHOW」
- テーマに関する3択問題を出題。超人側は相談して1つの答えを出し、100人側は多数決で解答を決定。
- 2 - 3問出題。1問正解につき10ポイント。

#### カラオケ対決オープニングステージ「カラオケ歌い出しクイズ」
- 昭和と平成のトップ5からカラオケ映像が流れるので、そのタイトルと歌手名を早押しで答える。全7問で、一問正解毎に10ポイント。

### 第2ステージ「早押しクイズ」
- 100人側が10グループ（2013年6月放送分以降は8グループ）に分かれて、1グループずつ超人と早押しクイズで対戦。
- 問題はグループの数と同数のキーワードで提示されており、100人側の解答グループにキーワードを選ぶ権利がある。
- 不正解2回で解答権を失う。
- 1問正解につき10ポイント。

### 第3ステージ
- レポート映像からクイズを出題（タイトルは毎回異なる）。
- 1問目は、司会者（国分または首藤）のレポートからクイズを出題。賢人側・100人側、双方が答える。超人側は相談して1つの答えを出し、100人側は第2ステージのグループ単位で1つずつ答えを出す。正解すれば10ポイント（2013年3月放送の東京駅編のみ20ポイント）獲得、100人側は1グループでも正解していればポイント獲得となる。
- 2問目は、100人側が超人側に対して、4択前後の択一問題を出題。超人側は、全員で相談して答えを1つにまとめる。超人側は、正解すれば10ポイント獲得（2013年3月放送の東京駅編のみ、正解なら超人側に20ポイント、不正解なら100人側に20ポイント）。
- 3問目は、超人側が100人側に対して、4択前後の択一問題を出題。100人側は、全員で相談して答えを1つにまとめる。100人側は、正解すれば10ポイント獲得（2013年3月放送の東京駅編のみ、正解なら100人側に20ポイント、不正解なら超人側に20ポイント）。

### 最終ステージ「逆転するかもクイズ（パネルクイズ）」
- 問題を示す写真パネルを、第3ステージ終了時点で負けている方（同点の場合はじゃんけんで決定）から1枚ずつ交互に選択。選ばれた写真に関する問題が出題されるので、代表者が口頭で答える。
- 1問正解につき30ポイント獲得。
- 番組たまご版では不正解の場合はその問題は流れたが、本放送では不正解の場合は相手側に解答権が移る（相手側も不正解の場合は、その問題は流れる）
- 全てのパネルの問題（番組たまご版は7問、本放送は6問）を出し終えた時点で、合計ポイントが多い方が勝利となる。
- 2013年6月放送分以降は、早押しクイズ形式となり、第2ステージ同様8グループが1グループずつ超人と対戦。前半4問は1問正解20ポイント、後半4問は1問正解30ポイント。

## 放送内容
| 放送日         | 対決テーマ     | 100人側                                                           | 超人                                                                 | 備考                                                                    |
| -------------- | -------------- | ----------------------------------------------------------------- | -------------------------------------------------------------------- | ----------------------------------------------------------------------- |
| 2012年10月27日 | 温泉対決       | 草津温泉在住・在勤のみなさん                                      | 郡司勇                                                               | 番組たまごで放送                                                        |
| 2013年3月3日   | 東京駅対決     | 東京駅在勤のみなさん                                              | 佐々木直樹 斉藤雪乃 池尻葵(岩倉高校生徒)                             | 番組たまごで放送                                                        |
| 5月4日         | 文房具対決     | 文房具小売・卸売業者のみなさん                                    | 伊澤恵美子 高畑正幸                                                  | 6月22日深夜再放送                                                       |
| 6月22日        | 古都鎌倉対決   | 鎌倉市在住・在勤のみなさん                                        | 原田寛 喜清みずほ(北鎌倉おもてなしボランティアガイド)                | 8月31日深夜再放送                                                       |
| 8月31日        | 水族館対決     | アクアワールド大洗在勤・大洗町在住のみなさん                      | さかなクン                                                           | 9月7日深夜再放送                                                        |
| 9月7日         | 羽田空港対決   | 羽田空港在勤のみなさん                                            | チャーリィ古庄 真壁京子                                              | 9月14日深夜再放送                                                       |
| 9月14日        | 昭和レトロ対決 | 青梅市在住・在勤のみなさん                                        | 北原照久 泉麻人                                                      | 10月26日再放送                                                          |
| 10月26日       | 浅草対決       | 浅草在住・在勤のみなさん                                          | なぎら健壱 ねづっち(Wコロン)                                         |                                                                         |
| 11月2日        | 宇宙対決       | 宇宙大好きなみなさん                                              | 竹内薫 青木邦哉(東京大学大学院天文学専攻修了者)                      |                                                                         |
| 12月14日       | カラオケ対決   | カラオケ大好きなみなさん                                          | クリス松村 ミッツ・マングローブ                                      | 特別報道のため放送時間が17時からの1時間に短縮、途中のニュース挿入なし。 |
| 2014年1月11日  | ラーメン対決   | ラーメン大好きなみなさん                                          | 北島秀一 本谷亜紀                                                    |                                                                         |
| 2月1日         | スイーツ対決   | スイーツ愛に満ちた女性 服部幸應                                   | 辻口博啓 和泉光一(ワールドチョコレートマスターズ総合3位のパティシエ) |                                                                         |
| 5月5日         | 温泉対決       | 福島の温泉地で働くみなさん                                        | 高田和明 高田彩朱(親子の温泉研究家)                                  | 12月22日深夜再放送                                                      |
| 8月18日        | 海の幸対決     | 宮城県在住・在勤の海の幸関連のみなさん サンドウィッチマン         | 神田川俊郎 安西真実                                                  | 出題ゲストとして大友康平、鳥羽一郎がVTR出演 9月12日深夜再放送           |
| 12月30日       | 妖怪対決       | 妖怪大好きなみなさん 鈴木福 COWCOW 上島竜兵 安田和博 チャンカワイ | 山口敏太郎 福田萌                                                    | 東京都調布市の深大寺で収録、19時30分〜20時45分に放送                    |
| 2015年3月16日  | 全国名城対決   | お城大好きなみなさん 里見まさと                                   | 松村邦洋 堀口茉純                                                    | 兵庫県姫路市の姫路城で収録、19時30分〜20時45分に放送 3月24日深夜再放送  |